# Requin-crocodile
Pseudocarcharias kamoharai
Famille
Genre
Espèce
Statut de conservation UICN

 LC  : Préoccupation mineure
Le requin-crocodile (Pseudocarcharias kamoharai) est la seule espèce du genre Pseudocarcharias, seul genre de la famille des Pseudocarchariidae. Il a été décrit par l'ichtyologiste japonais Kiyomatsu Matsubara.
Étymologie: du grec pseudes = faux, karcharos = aiguisé (ou karcharias = requin ou aiguisé)

## Identification
Ce requin d'environ 1,2 m est très caractéristique avec son corps cylindrique et élancé ainsi qu'avec sa tête conique et ses très grands yeux. Il ne possède ni de barbillons, ni de sillons. Ses narines sont déconnectées de sa grand bouche à longues dents fines bien visibles et mâchoires très protractiles. Ses spiracles sont très petits. Il a 5 larges branchies et de petites nageoires. Ses deux dorsales n'ont pas d'épine, sa nageoire caudale a un long lobe dorsal et la nageoire anale est présente.
Le requin-crocodile présente une coloration grise ou brun-gris dessus et claire dessous. Ses nageoires sont bordées de clair.

## Biologie
Le requin-crocodile vit en pleine mer et effectue des migrations verticales dans les différentes couches d'eau en suivant ses proies, les petits poissons et invertébrés étant dans les eaux profondes la journée et proche de la surface le soir.
Cette espèce est vivipare et met au monde 4 jeunes par portée qui se nourrissent des oeufs infertiles et peut-être des autres petits dans l'utérus de la mère.

## Répartition

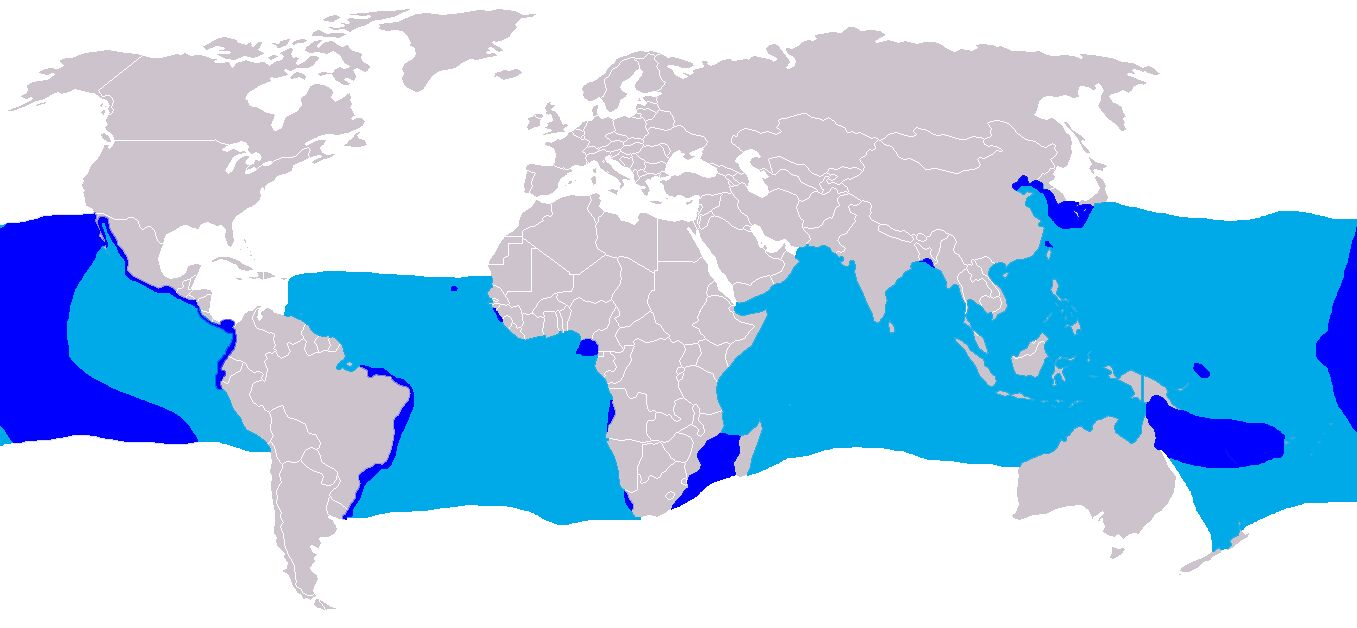
légende inconnue 1
légende inconnue 2

Le requin-crocodile se trouve dans les océans tropicaux du monde entier, en général bien au large de la surface à 500-600 m au moins. Ses populations sont probablement en baisse à cause de captures non sélectives par les longues lignes pélagiques de pêche.

### FamillePseudocarchariidae
- (en + fr) FishBase : famille Pseudocarchariidae (+ traduction) (+ identification visuelle des espèces)
- (fr + en) ITIS : Pseudocarchariidae  Compagno, 1973
- (en) Animal Diversity Web : Pseudocarchariidae
- (en) NCBI : Pseudocarchariidae (taxons inclus)

### GenrePseudocarcharias
- (en) FishBase : liste des espèces du genre Pseudocarcharias (site miroir)
- (fr + en) ITIS : Pseudocarcharias  Cadenat, 1963
- (en) Animal Diversity Web : Pseudocarcharias
- (en) NCBI : Pseudocarcharias (taxons inclus)

### EspècePseudocarcharias kamoharai
- (en) Catalogue of Life : Pseudocarcharias kamoharai (Matsubara, 1936) (consulté le 15 décembre 2020)
- (en + fr) FishBase : espèce Pseudocarcharias kamoharai  (Matsubara, 1936) (+ traduction) (+ noms vernaculaires 1 & 2)
- (fr + en) ITIS : Pseudocarcharias kamoharai  (Matsubara, 1936)
- (en) Animal Diversity Web : Pseudocarcharias kamoharai
- (en) NCBI : Pseudocarcharias kamoharai (taxons inclus)
- (en) UICN : espèce Pseudocarcharias kamoharai (Matsubara, 1936) (consulté le 31 août 2020)